# Сёр-Фрун
Сёр-Фрун (норв. Sør-Fron) — коммуна в губернии Оппланн в Норвегии. Административный центр коммуны — город Хуннорп. Официальный язык коммуны — нейтральный. Население коммуны на 2007 год составляло 3170 чел. Площадь коммуны Сёр-Фрун — 744,83 км², код-идентификатор — 0519.

## История населения коммуны
Население коммуны за последние 60 лет.

Статистика коммуны Сёр-Фрун